# NBA Europe Live Tour 2007.
NBA Europe Live Tour 2007. bio je ekshibicijski košarkaški događaj u kojem su sudjelovale momčadi NBA lige i momčadi Eurolige. Države domaćini ovog događaja bile su Engleska, Italija, Turska i Španjolska. Vrijeme održavanja natjecanja bilo je od 6. listopada do 11. listopada 2007.
Četiri natjecateljske momčadi iz NBA lige bile su:
- Boston Celtics
- Toronto Raptors
- Memphis Grizzlies
- Minnesota Timberwolves

Pet natjecateljskih momčadi iz Eurolige bile su:
- Efes Pilsen
- Lottomatica
- Unicaja Málaga
- Estudiantes
- Real Madrid

## Utakmice
| 6. listopada 2007. | Izvještaj na NBA.com | Efes Pilsen | 81–84 | Minnesota Timberwolves |  | Abdi İpekçi Arena , Istanbul |

| 6. listopada 2007. | Izvještaj na NBA.com | Boston Celtics | 89–85 | Toronto Raptors |  | PalaLottomatica, Rim |

| 7. listopada 2007. | Izvještaj na NBA.com | Lottomatica | 87–93 | Toronto Raptors |  | PalaLottomatica, Rim |

| 9. listopada 2007. | Izvještaj na NBA.com | Unicaja Málaga | 102–99 | Memphis Grizzlies |  | Palacio José María Martín Carpena, Málaga |

| 10. listopada 2007. | Izvještaj na NBA.com | Minnesota Timberwolves | 81–92 | Boston Celtics |  | The 02 Arena, London |

| 11. listopada 2007. | Izvještaj na NBA.com | Estudiantes | 73–98 | Memphis Grizzlies |  | Palacio de Deportes, Madrid |

| 11. listopada 2007. | Izvještaj na NBA.com | Real Madrid | 104–103 | Toronto Raptors |  | Palacio de Deportes, Madrid |

## Vanjske poveznice
- Službena stranica